# Pimentel
Pimentel (sardinski: Pramantèllu) je grad i općina (comune) u pokrajini Južnoj Sardiniji u regiji Sardiniji, Italija. Nalazi se na nadmorskoj visini od 154 metra i ima 1 171 stanovnika.
 Prostire se na 14,97 km². Gustoća naseljenosti je 78 st/km².
Susjedne općine su: Barrali, Guasila, Ortacesus i Samatzai.